# Will Lee
William Franklin 'Will' Lee IV (San Antonio (Texas), 8 september 1952) is een Amerikaanse basgitarist, bekend van zijn werk aan de Late Show with David Letterman, als onderdeel van het CBS Orchestra en daarvoor The World's Most Dangerous Band, toen Letterman de NBC Late Night show presenteerde. Lee, geboren in San Antonio, Texas, heeft opgenomen en getoerd met vele artiesten. Hij verscheen op de hitplaat Worn Down Piano van de Mark & Clark Band. Hij treedt op met zijn Beatles-tributeband The Fab Faux, die hij in 1998 mede-oprichtte.

## Biografie
Lee werd sterk beïnvloed om muziek na te streven vanwege zijn ouders. Zijn vader William Franklin Lee III speelde professioneel piano, trompet en contrabas. Lee's moeder zong met bigbands. Lee begon met drummen nadat hij The Beatles in The Ed Sullivan Show had gezien en tegen de tijd dat hij 12 was, had hij zijn eerste band in Miami gevormd. De bandleden verdienden elk $9 per nacht met het spelen van de populaire surfmelodieën die kenmerkend waren voor de jaren 1960. Met het grote aantal drummers in Miami schakelde Lee over op bas, een instrument dat meer mogelijkheden bood. Lee maakte deel uit van een opeenvolging van bands, waaronder top 40 bands met namen als Chances R, The Loving Kind en Green Cloud. Lee had een formele muzikale opleiding aan de Universiteit van Miami. Hij studeerde een jaar hoorn en schakelde daarna over naar de contrabas. Na de lessen werkte hij aan de basisprincipes van bassen, luisterend naar niet alleen The Beatles, maar ook naar Stevie Wonder, Jimi Hendrix, Steve Miller, The Rascals, Motown, Sly & the Family Stone. Hij zou het allemaal in de praktijk brengen met zes sets per avond, terwijl hij speelde met verschillende lokale bands, waaronder de hoornband Goldrush.
Lee ging toen naar New York. Trompettist Randy Brecker riep Lee op een dag uit de klas en nodigde hem uit om auditie te doen voor Dreams. In New York bloeide Lee's carrière als sessiemuzikant en hij toerde met veel artiesten. Lee speelde in de New Yorkse 24th Street Band, die veel succes had in Japan, waardoor hij een solo-artiestencarrière kreeg, die hem een top 5-single opleverde. Meest recentelijk bereikte zijn solo-cd OH! daar de #1 positie in de Jazz Beyond-chart. Op 20 januari 2016 speelde Lee bas met Christopher Cross in het Moody Theatre in Austin (Texas) tijdens een opname voor Austin City Limits.
In 1982 werd Lee een van de oorspronkelijke leden van The World's Most Dangerous Band, de huisband van NBC's Late Night with David Letterman. Hij geniet de onderscheiding van het spelen met Paul Shaffer, zowel in Late Night als in The Late Show, langer dan enig ander lid van het CBS Orchestra. Voordat The Late Show begint met opnemen, gooit hij vaak plectrums naar het publiek als souvenirs. 

## Prijzen en onderscheidingen
- NARAS MVP Award voor basgitaar, 1979, 1982, 1985–1987
- NARAS MVP Award voor mannelijke sessiezanger, 1987
- NARAS MVP Virtuoso Award voor basgitaar, 1989
- Grammy Award voor Best Large Jazz Ensemble Album, Some Skunk Funk, met Michael Brecker, Randy Brecker, Peter Erskine, Jim Beard, Vince Mendoza, Marcio Doctor en de WDR Big Band, 2006
- Ingewijd in de Musicians Hall of Fame and Museum in 2014

## Discografie
- 1993: OH!
- 2006: Birdhouse
- 2013: Love, Gratitude and Other Distractions

### Als sideman
Met Ace Frehley
- 1978: Ace Frehley (Casablanca)

Met Patti Austin
- 1976: End of a Rainbow (CTI)
- 1977: Havana Candy (CTI)
- 1980: Body Language (CTI)
- 1983: In My Life (CTI)

Met Carly Simon
- 1978: Boys in the Trees (Elektra Records)
- 1979: Spy (Elektra Records)
- 1980: Come Upstairs (Warner Bros. Records)
- 1981: Torch (Warner Bros. Records)
- 1990: My Romance (Arista Records)
- 1990: Have You Seen Me Lately (Arista Records)

Met Leo Sayer
- 1983: Have You Ever Been in Love (Chrysalis Records)

Met Joe Beck
- 1975: Beck (Kudu)

Met Melissa Manchester
- 1977: Singin'... (Arista Records)
- 1983: Emergency (Arista Records)
- 1995: If My Heart Had Wings (Atlantic Records)

Met Joan Armatrading
- 1980: Me Myself I (A&M Records)

Met Neil Sedaka
- 1977: A Song (Elektra Records)

Met Glenn Medeiros
- 1993: It's Alright to Love (Mercury Records)

Met Frankie Valli
- 2007: Romantic the 60's (Universal Motown)

Met Barbra Streisand
- 1978: Songbird (Columbia Records)
- 1979: Wet (Columbia Records)

Met Steve Goodman
- 1977: Say It in Private (Asylum Records)

Met George Benson
- 1976: Benson & Farrell met Joe Farrell (CTI)
- 1983: In Your Eyes (Warner Bros. Records)
- 1993: Love Remembers (Warner Bros. Records)

Met Meco (Domenico Monardo)
- 1977: Star Wars and Other Galactic Funk (Millennium Records)

Met Sheena Easton
- 1991: What Comes Naturally (MCA Records)

Met Dan Brenner
- 2011: Little Dark Angel

Met Melanie
- 1978: Phonogenic – Not Just Another Pretty Face (Midsong International)

Met Michael Bolton
- 1987: The Hunger (Columbia Records)

Met Irene Cara
- 1982: Anyone Can See (Elektra Records)
- 1983: What a Feelin' (Epic Records)

Met Peabo Bryson
- 1985: Take No Prisoners (Elektra Records)

Met Christopher Cross
- 2014: Secret Ladder (Christopher Cross Records)
- 2017: Take Me As I Am (Christopher Cross Records)

Met Dionne Warwick
- 1979: Dionne (Arista Records)
- 1993: Friends Can Be Lovers (Arista Records)

Met Roberta Flack
- 1977: Blue Lights in the Basement (Atlantic Records)

Met Michael Franks
- 1978: Burchfield Nines (Warner Bros. Records)
- 1982: Objects of Desire (Warner Bros. Records)
- 1983: Passionfruit (Warner Bros. Records)
- 1985: Skin Dive (Warner Bros. Records)
- 1987: The Camera Never Lies (Warner Bros. Records)
- 1999: Barefoot on the Beach (Windham Hill Records)
- 2011: Time Together (Shanachie Records)

Met Diane Schuur
- 1988: Talkin' 'bout You (GPR)

Met Liza Minnelli
- 1996: Gently (Angel Records)

Met Phoebe Snow
- 1976: Second Childhood (Columbia Records)
- 1977: Never Letting Go (Columbia Records)
- 1978: Against the Grain (Columbia Records)

Met Steve Lukather
- 1987: Lukather (Columbia Records)

Met Carole Bayer Sager
- 1977:  Carole Bayer Sager (Elektra Records)

Met Cher
- 1979: Take Me Home (Casablanca Records)
- 1987: Cher (Geffen Records)

Met The Brecker Brothers
- 1975: The Brecker Bros. ([Arista Records)
- 1976: Back to Back (Arista)
- 1977: Don't Stop the Music (Arista)
- 1992: Return of the Brecker Brothers (GRP Records)

Met Beth Nielsen Chapman
- 1993: You Hold the Key (Reprise Records)

Met Peter Allen
- 1979: I Could Have Been a Sailor (A&M Records)

Met Laura Nyro
- 1976: Smile (Columbia Records)
- 1978: Nested (Columbia Records)

Met James Brown
- 1975-1983: Dead on the Heavy Funk

Met Hiram Bullock
- 1986: From All Sides (Atlantic)
- 1987: Give It What U Got (Atlantic)
- 1992: Way Kool (Atlantic)
- 1994: World of Collision (Big World)
- 1996: Manny's Car Wash (Big World)
- 2000: First Class Vagabond (JVC Victor)
- 2001: Color Me (Via)
- 2002: Best of Hiram Bullock (WEA)
- 2003: Try Livin' It (EFA)
- ????: Guitarman (JVC Victor)
- 2006: Too Funky 2 Ignore (BHM)

Met Cissy Houston
- 1977: Cissy Houston (Private Stock Records)
- 1980: Step Aside for a Lady (Columbia Records)
- 1996: Face to Face (BMG)

Met Gary Burton
- 1990: Reunion (GRP)
- 1991: Cool Nights (GRP)
- 1992: Six Pack (GRP Records)

Met Ringo Starr
- 1976: Ringo's Rotogravure (Polydor Records)

Met Mariah Carey
- 1991: Emotions (Columbia)

Met Linda Clifford
- 1982: I'll Keep On Loving You (Capitol Records)

Met Bette Midler
- 1973: Bette Midler (Atlantic Records)
- 1979: Thighs and Whispers (Atlantic Records)

Met D'Angelo
- ????: Brown Sugar

Met Dusty Springfield
- 1979: Living Metout Your Love (Mercury Records)

Met Chaka Khan
- 1978: Chaka (Atlantic, 1978)
- 1982: Chaka Khan (Warner Bros.)

Met Roberta Flack en Donny Hathaway
- 1980: Roberta Flack Featuring Donny Hathaway (Arista Records)

Met Donald Fagen
- 1982: The Nightfly (Warner Bros.)

Met Cat Stevens
- 1978: Back to Earth (Island Records)

Met Art Farmer
- 1977: Crawl Space (CTI)
- 1979: Yama met Joe Henderson (CTI)

Met Yusef Lateef
- 1979: In a Temple Garden (CTI)

Met Randy Crawford
- 1979: Raw Slik (Warner Bros. Records)

Met Herbie Mann
- 1975: Waterbed (Atlantic)

Met Lalo Schifrin
- 1976: Towering Toccata (CTI)

Met Don Sebesky
- 1975: The Rape of El Morro (CTI)

Met Barry Manilow
- 1974: Barry Manilow II (Arista Records)
- 1978: Even Now (Arista Records)
- 1980: Barry (Arista Records)
- 1981: If I Should Love Again (Arista Records)
- 1985: Manilow (RCA Records)

Met Spyro Gyra
- 1979: Morning Dance
- 1980: Catching the Sun
- 1980: Carnaval
- 1981: Free Time
- 1982: Incognito

Met Mike Stern
- 1994: is what it is (Atlantic)
- 2004: These Times (ESC)
- 2012: All Over the Place (Heads Up)

Met Leo Sayer
- 1982: World Radio (Chrysalis Records)

Met Fred Lipsius
- 1996: Better Believe It (mja Records)

- Bibliothèque nationale de France: cb13929676m (data)
- Gemeinsame Normdatei: 134441850
- International Standard Name Identifier: 0000 0001 1599 9345
- Library of Congress Control Number: n91057285
- MusicBrainz: 510ad34c-ac2c-47c8-80f3-27c57bf005f8
- Nationale Bibliotheek van Israël: 987007337695505171
- Système universitaire de documentation: 156660555
- Virtual International Authority File: 16405948
- WorldCat: E39PBJrcgvwJy9pTw7K7pD3G73